# NGC 5520
NGC 5520 (другие обозначения — UGC 9097, MCG 8-26-13, ZWG 272.43, IRAS14105+5034, PGC 50728) — спиральная галактика (Sb) в созвездии Волопас.
Этот объект входит в число перечисленных в оригинальной редакции «Нового общего каталога».